# Francisco João Roscio
Francisco João Roscio (Ilha da Madeira c.1733 — Porto Alegre, 10 de outubro de 1805), foi um engenheiro militar português e presidente interino da Capitania do Rio Grande de São Pedro entre novembro de 1801 e janeiro de 1803.

## Biografia

### Primeiros anos e família
Nascido na Ilha da Madeira em 1733, filho de Marcos Gonçalves Roscio, natural da ilha de Tenerife, nas Ilhas Canárias, e neto de André Gonçalves Roscio e Madalena Francisca, ambos naturais da ilha de Tenerife. Seu pai, Marcos Gonçalves, teria se estabelecido na Ilha da Madeira e lá conhecido a mulher que viria a ser a mãe de Francisco João Roscio, Maria Rodrigues da Graça. Maria tinha origem na freguesia do Arco da Calheta, e era filha de João Rodrigues Jardim e Maria da Graça. Roscio demonstra desde cedo sua inteligência, e seus pais buscaram cultivá-la com planos para que Francisco se dedicasse a uma vida eclesiástica. Não se sabe detalhadamente o que ocorreu, apenas que ele acaba abandonando a ilha, ingressando na vida militar e suas relações com a família parecem ter sido cortadas, há inclusive relatos de que após sua morte alguém tomou seu nome e sua filiação.

### Formação militar e início de carreira
Após concluir seus estudos como discípulo supranumerário na Academia Militar da Corte, Francisco João Roscio é nomeado, em 1762, a ajudante de Infantaria com exercício de engenheiro. Trabalhou nas fortificações de Elvas, e, em 1764, Roscio é enviado para auxiliar o Coronel Engenheiro Jacques Funck na reconstrução da Praça de Almeida, localizada em uma das cidades mais destruídas durante a Invasão espanhola de Portugal. A reconstrução dura cerca de 15 meses e neste período Roscio mostra a qualidade do seu trabalho, se tornando o colaborador preferido de Funck.

### Primeira Vinda ao Brasil
A vinda de engenheiros para o Rio de Janeiro visava suprir uma escassez crônica de engenheiros qualificados sofrida pela Colônia frente a necessidade destes para produzir mapas, construir fortes, baluartes, entre outras atividades essenciais para defesa do território e também para a sua administração. Durante o reinado de D. João V (1706-1750), são promovidas reformas na formação de engenheiros militares, e contratação de especialistas estrangeiros, como é o caso do já referido engenheiro sueco Funck, com o objetivo de aumentar a capacidade de produção de conhecimento acerca das regiões sob domínio português.
Em 27 de junho de 1767, promovido à patente de Capitão, Francisco João Roscio embarca de Lisboa para o Rio de Janeiro como ajudante de ordens e do expediente do marechal Jacques Funck, cargo que ocupou por 7 anos e 4 meses e 19 dias. Durante seu tempo no Rio de Janeiro, Roscio foi responsável por inspecionar obras, como do Hospital Real, da Sede da Tesouraria Real, da Sede do Tribunal da Junta, Contadoria e Arquivo do tribunal. Em 1770, se tem registros de uma proposta para uma fortificação da cidade, que previa a construção de muralhas, fortalezas e baluartes, visando defender o Rio de Janeiro em caso de invasão.
Em 1771, foi responsável pela construção de um cais, obra que foi muito elogiada pelo Vice-Rei, o Marquês do Lavradio, pela qualidade, rapidez e baixo custo, utilizando pedras de alvenaria e argamassa, ao invés do usual que era utilizando pedras de cantaria. Além disso, neste período também assistiu obras como: a construção de um corpo de guarda para a Guarda da Cadeia, gradamentos de ruas, consertos de fontes, uma casa de ferraria e uma cavalaria. É provavelmente durante este período no Rio de Janeiro em que Roscio elaborou o plano para a Igreja da Candelária, propondo o estilo barroco ao templo, cuja construção começou em 1775.
Em 27 de dezembro de 1773, Roscio é enviado pelo referido Vice-Rei para a Ilha de Santa Catarina (atual Florianópolis), para auxiliar na passagem das tropas que eram enviadas para auxiliar na retomada do Rio Grande de São Pedro, cujo território tinha sido invadido pelo espanhóis em 1763, no contexto da Guerra Hispano-Portuguesa. Nesse sentido, Roscio acompanha as tropas ao Rio Grande, com ordens de lá fazer todas as obras de defesa possíveis e todas as observações que pudesse fazer. 
Durante esse tempo no Rio Grande de São Pedro, ele produz o “Compêndio Noticioso do Continente do Rio Grande de São Pedro até o Distrito do governo de Santa Catarina, extraído dos meus diários, observações e notícias, que alcancei nas jornadas que fiz ao dito continente nos anos de 1774 e 1775” , que é publicado em 1781, a pedido do Marquês do Lavradio. Nesta obra, que é uma das mais conhecidas de Roscio por ser um dos primeiros relatos descritivos do Continente do Rio Grande, ele aborda temas como hidrografia, geografia, povoações, toponímias, e, em um segundo momento, a economia local, os modos de produção, os costumes da população e os problemas que afligem a região.
Em 1775, ao voltar para a capital do Vice-Reino do Brasil, Francisco João Roscio é encarregado da construção e reforma de algumas fortalezas, como: São Pico, Praia de Fora, Villegagnon; e da reconstrução de lugares como: a Ilha das Cobras, Gravata (Gragoatá), Boa Viagem, Praia Vermelha, Laje, São João, e a Casa da Pólvora do Mataporcos. Em 1776, constrói também linhas de defesa na cidade, tendo em vista o receio do vice-rei Marquês do Lavradio de que a cidade fosse atacada pelos espanhóis. Neste período, devido ao seu esforço, ele é promovido à Sargento-mor, e, devido à falta de engenheiros, ele recebe dois discípulos: Alexandre Elói Portelli e Antônio de Souza Coelho. A promoção à sargento-mor havia sido solicitada pelo próprio Marquês do Lavradio, e quando ela não é efetivada, ele mesmo recorre ao Conselho Ultramarino em 1778, desta vez solicitando que Roscio seja promovido à Tenente-Coronel.

### Comissão Demarcadora e o Retorno ao Brasil
Em 1777, com a assinatura do Tratado de Santo Ildefonso, a questão dos limites da América Meridional é colocada novamente. Um fator que diferencia a demarcação do Tratado de Santo Ildefonso da demarcação do Tratado de Madrid, é a reforma da formação dos engenheiros militares, de maneira que a formação de engenheiros nestas instituições e nas Academias e Aulas Reais permitiu que, no final do século XVIII, Portugal contasse com um Real Corpo de Engenheiros e não dependesse de técnicos de outros países europeus para a demarcação de Santo Ildefonso.
A experiência e o conhecimento de Roscio acerca do terreno, juntamente com a valorização dada pelo Marquês do Lavradio ao seu trabalho, levam Roscio a ser consultado acerca dos artigos do Tratado Preliminar de Limites durante o período de preparação para a Demarcação. Roscio não deseja participar da Comissão demarcadora, no entanto, suas qualidades e a falta de outros oficiais competentes resultam na sua nomeação para integrar a Comissão Demarcadora de Limites como 2º comissário.
Em 1779, Roscio volta para Lisboa, após mais de 12 anos no Brasil, se reúne com sua esposa, D. Cypriana Antonia Pimenta de Bulhões, filha do engenheiro militar Gregório Rebelo Guerreiro Camacho e irmã do engenheiro Francisco de Brito Rebelo. Em 6 de setembro de 1780, nasce a primeira filha do casal, Maria da Piedade de Bulhões Roscio.
Roscio negocia sua vinda ao Brasil, conseguindo uma promoção a Tenente-coronel; e, argumentando que sua idade avançava e que sua visão começava a falhar, consegue com que o jovem de 18 anos incompletos, seu protegido, Francisco das Chagas Santos, participe da demarcação como Ajudante de Engenheiro. A partida de Lisboa atrasa mais de um ano, estando prevista inicialmente para o início de 1781, e acaba ocorrendo apenas em março de 1782, devido a dificuldade em se conseguir os instrumentos necessários para a realização da demarcação. Na mesma fragata em que viajam os membros da comissão são enviadas também sementes de linho cânhamo, com ordens para o vice-rei Luís de Vasconcelos e Sousa entregar ao tenente coronel Francisco João Roscio quando este for ao Rio Grande do Sul, com o objetivo de estimular o cultivo desta planta, o que resulta ainda em 1783, na instalação da Real Feitoria do Linho Cânhamo.

### A Demarcação de Limites
Em 1783 Roscio é promovido a Coronel. Em 1784 tem início os trabalhos da 1ª Comissão Demarcadora, da qual o Coronel Roscio era o 2º comissário. No período inicial da Demarcação, entre 1784 e 1786, Roscio produz Diários das Expedições de Demarcação, em que ele faz descrições do terreno, com o tipo de relevo, tipo do solo, e, principalmente, das águas, fornecendo os nomes, rumos, dimensões de rios, arroios, sangradouros, lagoas, e seus encontros, navegabilidade, se costumam ser alagáveis ou não, estâncias que existem ou costumavam existir na região, além de elementos técnicos como o rumo e a distância percorrida nas marchas, as medidas de latitude e longitude. Um dos poucos temas que desviam desses citados é a relação com a Comissão Espanhola. São reforçadas as ordens de tratar os espanhóis com boa-fé, e de cooperação entre as comissões, mas conforme avançam os trabalhos pode-se notar o surgimento de algumas tensões entre os representantes das duas nações. No caso do Coronel Roscio, seus embates se dão com seu concorrente, D. Diogo de Alvear y Ponce de León.
O Tratado de Santo Ildefonso não perde o caráter provisório de seu título “Tratado Preliminar de Limites”, de maneira que se percebe da parte dos demarcadores uma consciência de que o acordo era provisório, de que seria demarcado somente o que fosse possível, e o que não fosse seria remetido às duas cortes (artigo 19) para decisão e o estabelecimento posterior de limites definitivos (artigo 15).
As partidas demarcadoras do tratado de Santo Ildefonso, assim como as do Tratado de Madrid, não foram bem-sucedidas em alcançar consenso acerca da demarcação, de maneira que a única diferença residia na disposição das Coroas Ibéricas de evitar o conflito. Por consequência, observa-se uma estratégia adotada por ambas as nações, de não dar soluções definitivas, enrolando o quanto podiam, enquanto, para não deixar transparecer essa inação, acusavam uma à outra de propositalmente atrasar os trabalhos. A demarcação tem os trabalhos mais ativos nos anos de 1784, 1785, e 1786, anos em que há produção dos diários das expedições de demarcação por Francisco Roscio. Em 1788 as comissões de limites luso-espanhola se separam, e os trabalhos seguem em um ritmo muito lento. 

### Guerra de 1801 e o Governo da Província
Em 1801, durante a Guerra das Laranjas na Europa, os portugueses aproveitam a situação para expandir a fronteira meridional na América, conquistando a região das Missões. É através deste conflito que o Rio Grande do Sul chega às suas fronteiras atuais, quase dobrando sua área com a região conquistada.

## Vida e obra
Nasceu na Ilha da Madeira em 1733 e veio ao Brasil em 1767, para trabalhar em cartografia. Em 1769 realizou um mapa da cidade do Rio de Janeiro com uma série de muralhas, que não chegaram a ser levantadas. Em 1775 traçou o projeto da Igreja da Candelária, na mesma cidade.
A serviço do Marquês de Lavradio (Vice-rei entre 1770-1779) realizou reparações em fortificações e levantamentos cartográficos das capitanias do Rio de Janeiro, São Paulo, Santa Catarina e Rio Grande.
Em finais do século, com a patente de tenente-coronel, chefiou a Primeira Sub-Divisão da Comissão Demarcadora de Limites, encarregada de mapear a região Sul da colônia e resolver conflitos fronteiriços com as colônias espanholas.
No sul foi autor dos projetos da Igreja Matriz do Rio Pardo (1791) e da Igreja Matriz de Cachoeira do Sul (1793).
Com o título de brigadeiro, Roscio governou interinamente a Capitania de São Pedro do Rio Grande do Sul, de 5 de novembro de 1801 a 30 de janeiro de 1803. Faleceu em Porto Alegre em 1805.

## Obras

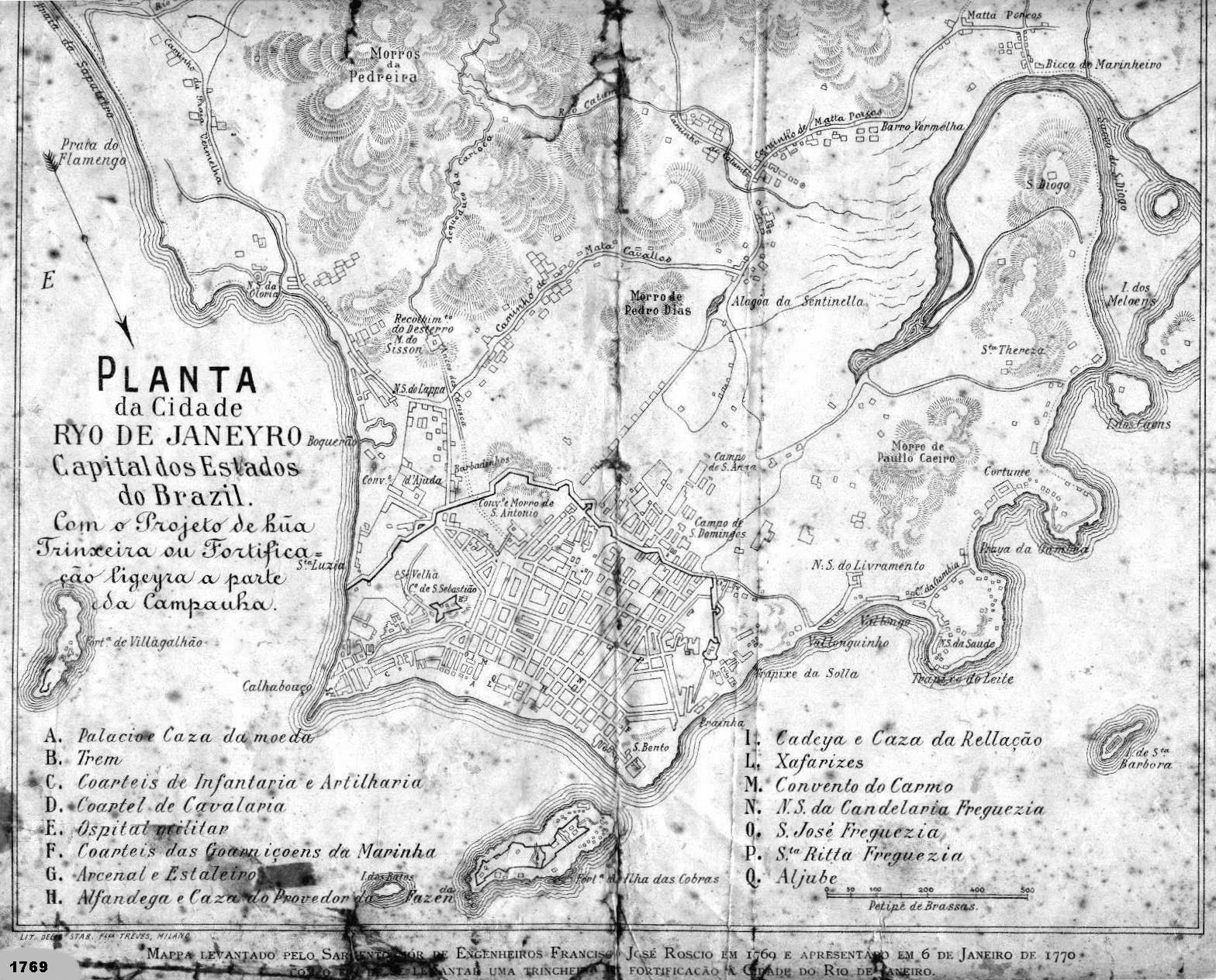
Mapa do Rio de Janeiro datado de 1769, de autoria de Francisco João Roscio. O mapa inclui o projeto, não realizado, de uma muralha para a cidade.

Roscio retornou a Portugal após a demarcação dos limites entre os dois impérios, onde completou seu Compêndio Noticioso do Continente do Rio Grande de São Pedro, retratando os hábitos da população, os meios de transporte e a economia regional.
Roscio ainda deixou os seguintes trabalhos relacionados com o Rio Grande:
- Mapas Particulares Extraídos da Carta da Capital do Rio Grande S. Pedro e suas Circunvizinhanças, até o Rio da Prata. Rio de Janeiro, 1783.
- Plano Corográfico Individual do Rio Grande de S. Pedro (no qual se mostram as linhas de divisão estabelecidas nos anos de 1784, 1785 e 1786).
- Compêndio Noticioso do Continente do Rio Grande de S. Pedro até o Distrito do Governo de Santa Catarina.